# Anadenanthera
Anadenanthera  es un género de árboles del Caribe y Sudamérica de la familia Fabaceae. El género contiene dos especies, A. colubrina y a A. peregrina. 
Esas especies respectivamente se conocen bajo los nombres comunes de  vilca/cebil (A. colubrina) y yopo/cohoba (A. peregrina).
Uno de los principios alucinógenos hallados en el género Anadenanthera es la bufotenina. 

## Taxonomía
Las especies y variedades identificadas son:
- Anadenanthera colubrina  (Vell.) Brenan
  - Anadenanthera colubrina var. cebil (Vell.) Brenan var.  (Griseb.) Altschul
  - Anadenanthera colubrina var. colubrina (Vell.) Brenan

- Anadenanthera peregrina (L.) Speg.
  - Anadenanthera peregrina var. falcata (Benth.) Altschul
  - Anadenanthera peregrina var. peregrina

## Metabolitos secundarios
Se han identificado los alcaloides triptamínicos siguientes en las especies:
- 5-MeO-DMT (5-Metoxi-N,N-dimetiltriptamina)
- Bufotenina (N-dimetil-5-hidroxitriptamina), la  molécula más estable
- DMT (N,N-dimetiltriptamina)